# Goebel Weyne
Gustavo Goebel Weyne Rodrigues (Fortaleza, 12 de novembro de 1933 - Rio de Janeiro, 7 de dezembro de 2012)  foi um designer gráfico e professor fundador da Escola Superior de Desenho Industrial.

## História
Iniciou seus trabalhos gráficos e de pintura em Fortaleza, onde nasceu. Transferiu-se para São Paulo em 1951, com bolsa de estudos do MAM/SP. De 1955 a 1958 foi editor gráfico dos Diários Associados no Ceará, tendo participado do grupo Os Independentes ao lado de Antônio Bandeira, Aldemir Martins, Floriano Teixeira, Lívio Abramo, Mário Cravo, Milton Dacosta e Zenon Barreto, realizando uma das primeiras exposições de arte moderna e contemporânea em Fortaleza. Em 1959 participa do curso de Comunicação Visual dado por Tomás Maldonado e Otl Aicher no MAM na cidade do Rio de Janeiro, onde passa a viver.

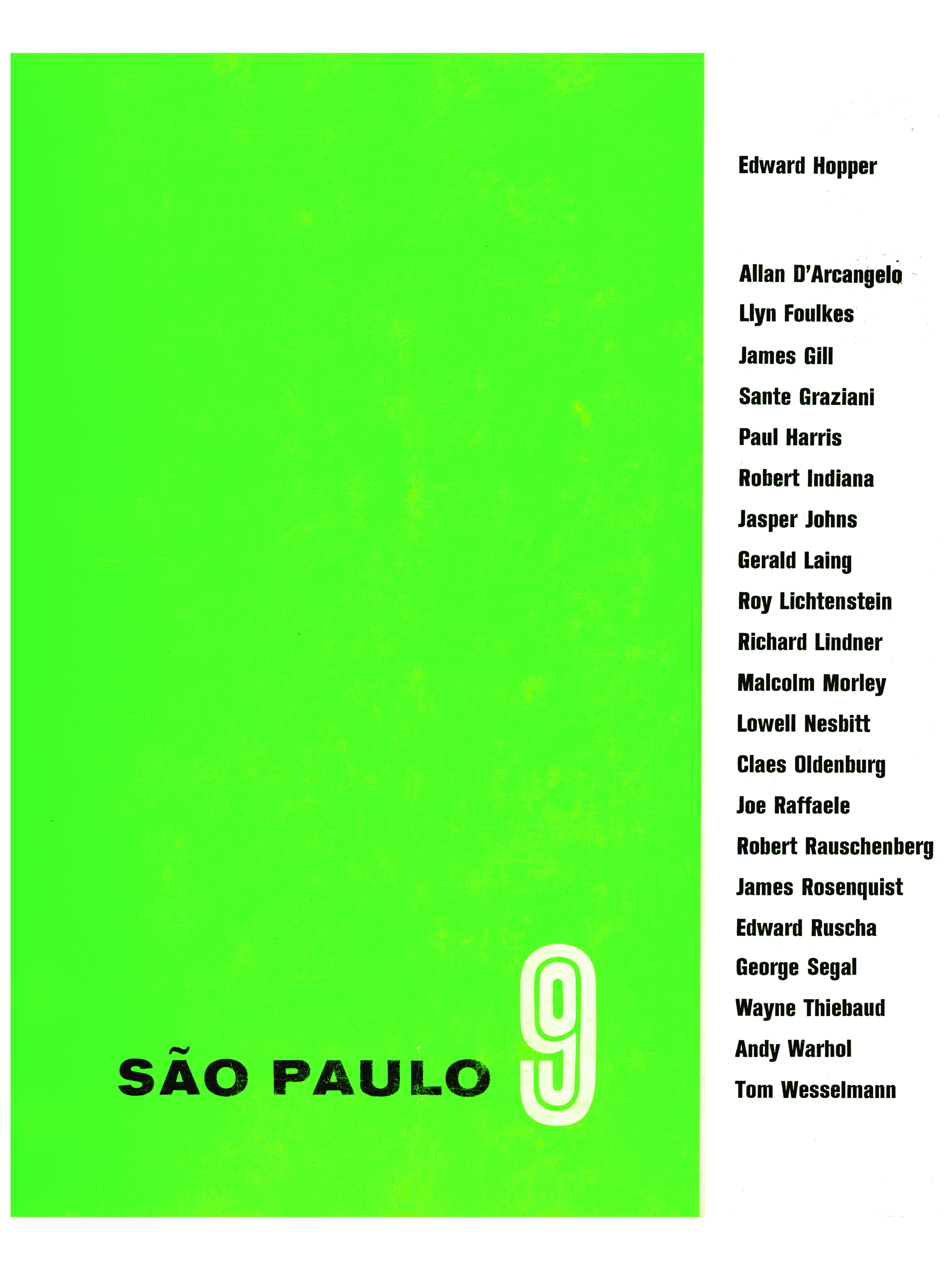

Weyne foi um dos 1500 intelectuais brasileiros a assinar o manifesto Intelectuais pela Liberdade, publicado em fins de maio de 1965 e que pedia a libertação do jornalista Ênio Silveira. Alguns dos seus trabalhos mais populares foram as capas dos discos Show Opinião de Nara Leão, João do Vale e Zé Keti (1965) e Os Afro-sambas (1966), de Baden Powell e Vinicius de Moraes. Em 1967 venceu o concurso de criação do cartaz da 9ª Bienal Internacional de Arte de São Paulo. Durante a elaboração do projeto do Metrô do Rio de Janeiro, participou do concurso de escolha da marca da nova empresa, ficando em segundo lugar (tendo o concurso sido vencido pelo publicitário Ronald Galvão Lins).
Juntamente com Karl Heinz Bergmiller, estruturou e coordenou o Instituto de Desenho Industrial do MAM-Rio (IDI-MAM), onde realizaram três Bienais Internacionais de Desenho Industrial (1968, 1970 e 1972), entre outras exposições, projetos e consultorias. Foi também com Bergmiller que atuou na empresa de móveis de escritório Escriba, na qual tanto os programas de mobiliário como sua contraparte no design visual caracterizaram um projeto exemplarmente moderno.
Sua importante parceria com Oscar Niemeyer foi da Novacap, empresa construtora de Brasília, por cuja programação visual era responsável, à revista “Módulo” de arquitetura, que ambos coordenavam e onde Goebel pôde aplicar seus princípios racionais de design editorial.
Em 1998, foi um dos nomes presentes na mostra internacional “Método e industrialismo”, no CCBB-RJ, juntamente com designers como Alexandre Wollner, Aloisio Magalhães, Dieter Rams, Kenji Ekuan, Sergio Rodrigues e Wim Crouwel, entre outros. Wollner foi um amigo desde a juventude, tendo eles se encontrado quando Goebel mudou-se para São Paulo, em 1951, e realizado, ao longo de seis décadas, diversos projetos em parceria, agregando às vezes outros colegas, como Décio Pignatari, com quem desenvolveram o programa de identidade visual do grupo Hansen.

## Principais Obras
- Projeto gráfico do catálogo Casa individual pré-fabricada, de Sérgio Rodrigues, 1960;[14]
- Série de selos comemorativos da inauguração de Brasília (em parceria com Aloísio Magalhães e Arthur Lício Pontual), 1960;[15][16]
- Capa do disco Show Opinião (LP P632 775L), 1965;[17]
- Capa do disco Maria Bethânia (BBL-1339), 1965[18]
- Capa do disco Os Afro-sambas (LP FE 1016), 1966;[19]
- Cartaz da 9ª Bienal Internacional de Arte de São Paulo, 1967;
- Projeto gráfico do livro Uma viagem capixaba de Carybé e Rubem Braga, 1981;[20]